# Euphrasia brevilabris
Euphrasia brevilabris là loài thực vật có hoa thuộc họ Cỏ chổi. Loài này được Y.F. Wang, Y.S. Lian & G.Z. Du mô tả khoa học đầu tiên năm 2007.